# کریستین سراتوس
کریستین ماری سـِراتوس (انگلیسی: Christian Marie Serratos؛ زادهٔ ۲۱ سپتامبر ۱۹۹۰) بازیگر اهل ایالات متحده آمریکا است. وی از سال ۲۰۰۴ میلادی تاکنون مشغول فعالیت بوده‌است.

## گزیدهٔ آثار

### سینما
- گرگ‌ومیش: سپیده‌دم – قسمت دوم (۲۰۱۳)
- گرگ‌ومیش: سپیده‌دم – قسمت اول (۲۰۱۱)
- گرگ‌ومیش: خسوف (۲۰۱۰)
- گرگ‌ومیش: ماه نو (۲۰۰۹)
- گرگ‌ومیش (۲۰۰۸)

### تلویزیون
- مردگان متحرک (۲۰۱۴ تاکنون)
- هانا مونتانا (۲۰۰۷)